# LGV Ankara-Konya

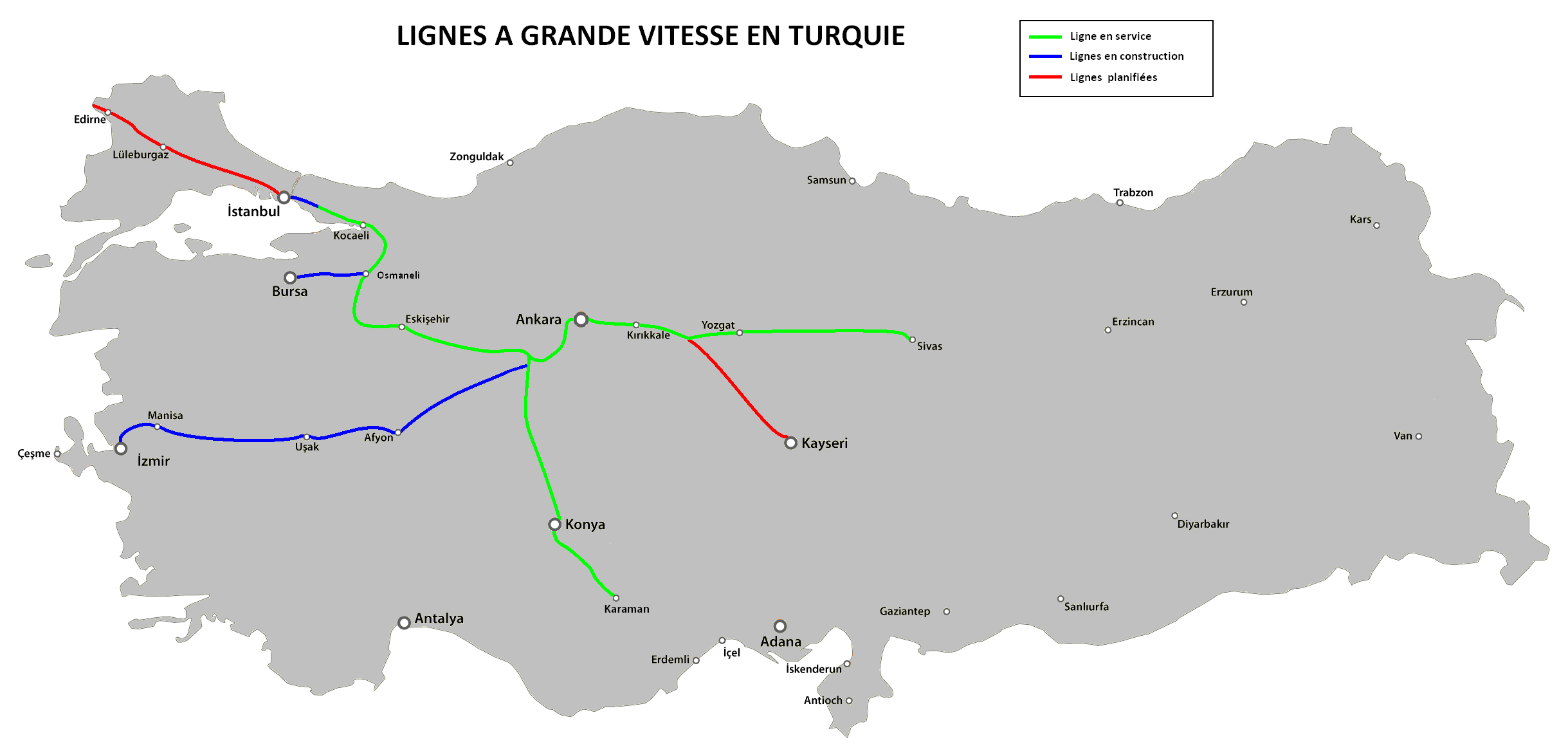
Lignes à grande vitesse en Turquie

La LGV Ankara - Konya est une ligne ferroviaire turque à grande vitesse reliant la capitale Ankara et la ville de Konya.
Cette ligne longue de 306 km dont 94 km en tronc commun avec la LGV Ankara-Istanbul permet de relier ces deux villes en 1 heure et 30 minutes au lieu de 10 heures et 30 minutes auparavant du fait que la ligne ferroviaire classique passe par Eskişehir et Afyon. Une fois la LGV Ankara-Istanbul terminée, le temps de parcours entre Konya et Istanbul sera de 3 heures et 30 minutes au lieu de 12 heures et 25 minutes par la ligne classique.
Les YHT circulent sur cette ligne à 250 km/h.
Après la réhabilitation de la ligne Ankara - Sincan, et l'acquisition de nouvelles rames pouvant rouler jusqu'à 350 km/h, le temps de trajet sera réduit à 1 heure et 15 minutes.

## Historique
Konya est une des plus importantes villes de Turquie de par sa population (près d'un million d'habitants), son secteur agricole et son industrie. Le temps de trajet par la ligne ferroviaire existante en direction de la capitale Ankara étant trop long, le transport de personnes et de marchandises se fait quasi totalement par la route (258 km). Il fallait donc une liaison ferroviaire rapide entre ces deux villes, ce que le gouvernement a inscrit dans sa nouvelle politique de transport.
La construction de la ligne a débuté en 2006.
Les premiers tests ont été effectués le 17 décembre 2010.
L'inauguration de la ligne a eu lieu le 23 août 2011 par le Premier ministre Recep Tayyip Erdoğan dans la gare de Konya.
L'ouverture commerciale de la ligne a eu lieu le lendemain à 7h00.
Deux extensions de la ligne sont prévues en direction d'Antalya et Adana et le sud-est du pays.

## Les travaux
La construction de la ligne s'est effectuée en 2 étapes :
- De Polatlı jusqu'au kilomètre 100.

Les travaux de cette étape ont débuté le 29 janvier 2007.
- Du kilomètre 100 jusqu'au kilomètre 212.

Les travaux de cette étape ont débuté en 2006
La construction, entièrement réalisée par des entreprises turques, a duré 4 ans et 8 mois et a donc établi un record pour une construction de ligne à grande vitesse.

## Exploitation
À l'ouverture commerciale de la ligne, quatre trains YHT reliaient quotidiennement dans chaque sens les deux villes à 7h00, 11h30, 15h30 et 18h30. Face au succès rencontré, 3 autres horaires ont été ajoutés. Depuis le 1er décembre 2011, il y a des trains à 7h00, 9h30, 12h00, 14h30, 17h00, 19h30 et 21h45.
Le prix du billet est de 25 TRY (9,87 €) pour des places en seconde classe et 35 TRY (13,83 €) pour des places en première classe (taux de change au 27.08.2011).

## Spécificités
- Longueur totale : 306 km
- Longueur des travaux : 212 km
- Vitesse : 350 km/h
- Écartement : 1.435 mm
- Inclinaison maximum : 016 %
- Type de rail : UIC-60
- Longueur des rails : 36 m
- Qualité des rails : 900 A
- Ponts : 6 unités
- Tunnel : 1 (2030 m)
- Coût : 560 million $